# Spannram
Spannram är en maskin inom textilbranschen, där tyg går genom ett kemikaliebad, bland annat för att göra textilierna smutsavvisande, och sedan torkas. I dagens textilier ser man ofta små hål i stadkanterna. Dessa kommer från spannramen eftersom tyget forslas på nålband genom maskinen.